# The Serpent (1916)
The Serpent foi um filme de drama mudo americano de 1916 dirigido por Raoul Walsh e estrelado por Theda Bara. O filme é baseado no conto "The Wolf's Claw", de Philip Bartholomae, e seu cenário foi escrito por Raoul A. Walsh. Produzido e distribuído pela Fox Film Corporation, The Serpent foi filmado em Chimney Rock, Carolina do Norte e no Fox Studio em Fort Lee, New Jersey.

## Elenco
- Theda Bara como Vania Lazar
- James A. Marcus como Ivan Lazar
- Lillian Hathaway como Martsa Lazar
- Charles Craig como Grão-Duque Valanoff
- Carl Harbaugh como Príncipe Valanoff
- George Walsh como Andrey Sobi
- Nan Carter como Ema Lachno
- Marcel Morhange como Gregoire
- Bernard Nedell

## Status de preservação

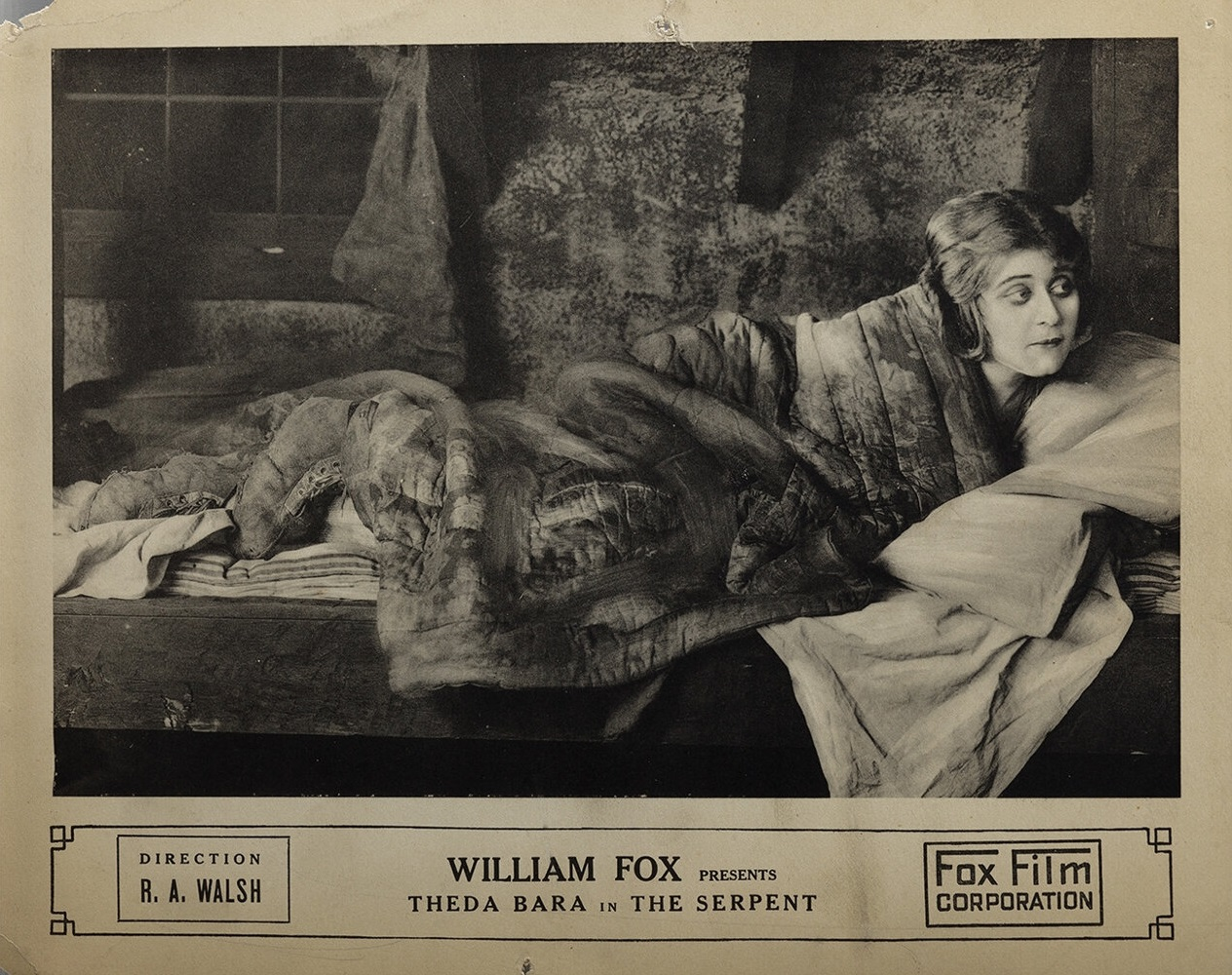
Theda Bara em The Serpent

O filme atualmente é considerado perdido.